# جون بست (سياسي)
جون بست هو سياسي كندي، ولد في 11 يوليو 1861 في غيلونغ في أستراليا، وتوفي في 7 يونيو 1923. حزبياً، نشط في حزب كندا المحافظ. وقد انتخب عضو مجلس العموم الكندي.